# Nattsudd
Nattsudd är en svensk TV-serie som sändes i flera omgångar mellan 1985 och 1991 i Sveriges Television. Den första omgången började sändas 24 augusti 1985. De båda programledarna Björn Wallde och Svante Grundberg ägnade programtiden åt att sitta "hemma" och dricka, röka, prata och visa utdrag ur gamla filmer, ofta dans- och sångsekvenser från USA.

## Beskrivning
Serien bestod i att Björn Wallde (i något slags samejacka) och Svante Grundberg (iklädd frackskjorta, väst och fluga) satt i Walldes lägenhet på Kungsholmen i Stockholm, där de drack drinkar, rökte och pratade. Pratet avbröts av, eller kretsade kring, klipp från gamla filmer, "musikvideor", nyhetsinslag, TV-serier och stundtals eget material. Mycket av inslaget var "bensprattel" och swing från 1930-talet, rockabilly från 1950-talet med mera. Återkommande artister var damorkestrar under ledning av Ina Ray Hutton, gitarristen Cordell Jackson, dansösen Winnie Johnson, orkesterledaren Spike Jones och sånggruppen Delta Rhythm Boys.
Ett stående inslag var Walldes tolkningar av country-klassiker, taffligt kompat av honom själv på gitarr. Likaså de bådas ständiga pratande, inte sällan helt förbi varandra. Ämnet var ofta hur de skulle ut och "dra på sta'n", men de kom i stort sett aldrig iväg. 
Ett av avsnitten, som sändes direkt efter Eurovision Song Contest 1988, innehöll deras egen festival med länder som borde varit med, exempelvis Färöarna, "Västpreussen fast på Hawaii", Ostpreussen och Memphis, Tennessee.
Signaturmelodin var ett kollage av "musikvideor" från 1930-talet, bland annat en inspelning av Nagasaki .

## Skivutgivning
1988 gav de båda ut LP:n Dra på stan där texterna skrevs av Wallde och Grundberg och musiken av Hans Edler. Skivan innehöll bland annat låten "Natt-rapp" som rönte viss framgång och spelades en del på Sveriges Radio P3. Två singlar gavs ut inför LP:ns utgivning – "Veta hut" och "Natt-rapp".

## Efter Nattsudd
Efter seriens sändande har de inblandade gett ut ett par CD-skivor med musik inspirerad av serien, och jobbar som discjockeyar med temat swinging honky tonk, med jump & jive, rhythm & blues, swing & rock 'n' roll, kult & kalkon, på film, platta och live.
År 2000 gav Svante Grundberg ut boken Nattsuddboken med anknytning till programmen.
Sommaren 2017 startade radioprogrammet Radio Nattsudd 102,7 på närradion Radio Gävle med mottot "rykande inaktuell musik". Programmet sänds i ett fyratimmarsblock vardagar kl 12–16. Svante Grundberg var en av de alternerande programledarna.

## Diskografi
- 1988 – Dra på stan[6]